# Pihe Nuzu Xiang
Pihe Nuzu Xiang (kinesiska: 匹河, 匹河怒族乡) är en socken i Kina. Den ligger i provinsen Yunnan, i den sydvästra delen av landet, omkring 410 kilometer nordväst om provinshuvudstaden Kunming.
Genomsnittlig årsnederbörd är 1 112 millimeter. Den regnigaste månaden är juli, med i genomsnitt 272 mm nederbörd, och den torraste är december, med 8 mm nederbörd.